# ツクバネ属
ツクバネ属は、ビャクダン科の属の1つ。半寄生植物である。

## 特徴
高さ1.5-2mになる落葉性で半寄生性の低木植物。葉は対生し、短い葉柄があり、縁は全縁になる。雌雄異株である。雄花は小さく頂生または腋生し、花序は集散花序である。雄花の構造は4片の花被片と4本の雄蕊があり、雄蕊は花被片の基部に着生する。雌花は枝端に1個つき、子房下位で短い花柱があり、4個の葉状の苞が花被の基部につく。花被片は筒状で先は4片に裂け、裂片は小さくて脱落性で雄蕊はない。子房内には3-4個の胚珠がある。果実は卵形から楕円形で先に大型の苞が宿存する。

## 分布
東アジアと北アメリカ南部に約5種が分布し、日本には1種ある。

## 種
学名はBuckleya  The Plant Listから
- Buckleya angulosa S.B.Zhou & X.H.Guo. - 中国大陸に分布
- Buckleya distichophylla (Nutt.) Torr. - アメリカ合衆国南部に分布
- Buckleya graebneriana Diels - 中国大陸に分布
- ツクバネ Buckleya lanceolate (Siebold & Zucc.) Miq. - 日本、中国大陸に分布

## 属名の由来
属名 Buckleya は、アメリカの植物学者 Samuel Botsford Buckley(1809-1884)の名に因んだものである。